# Zgłobień

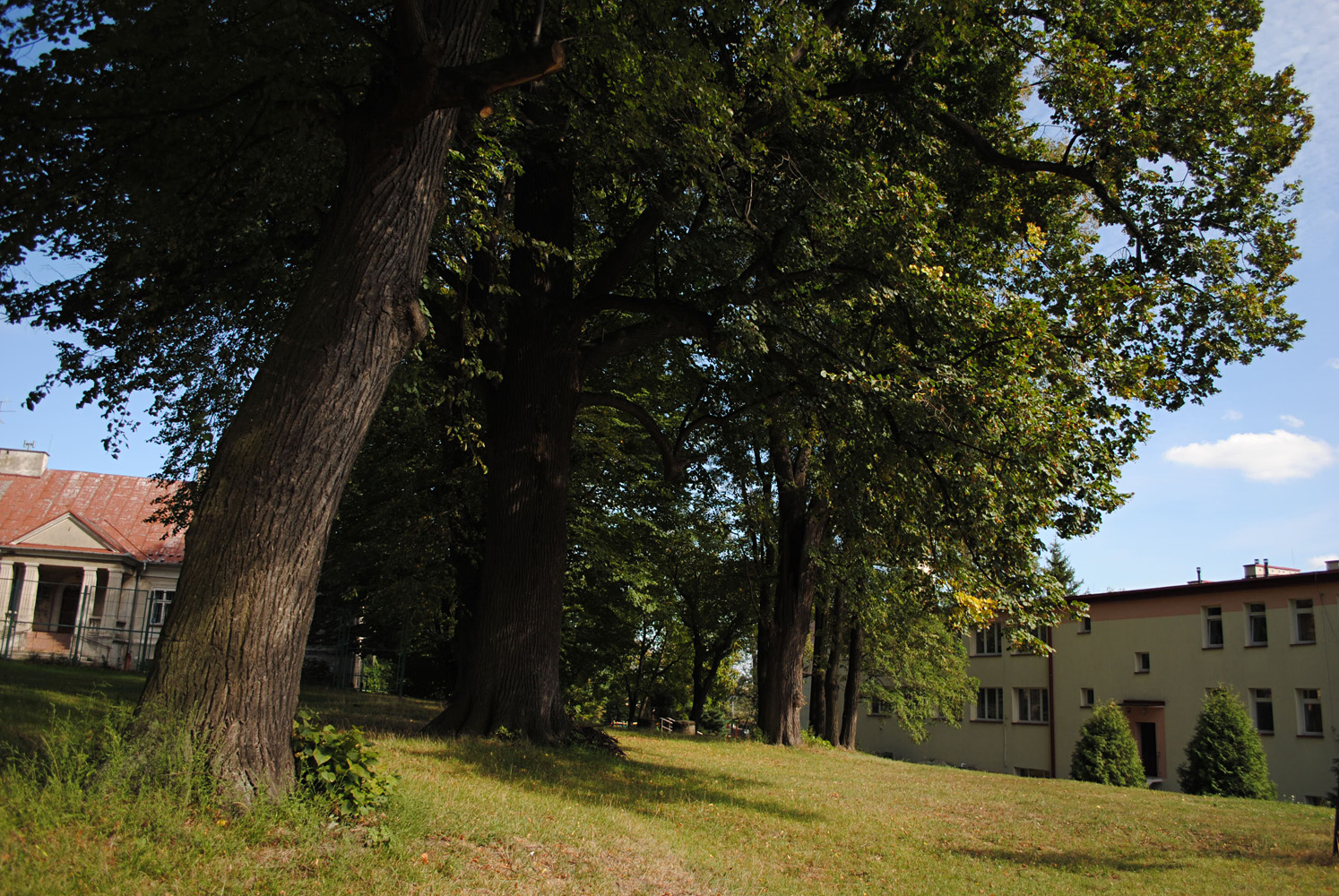
Zespół Dworski – park

Zgłobień – wieś w Polsce położona w województwie podkarpackim, w powiecie rzeszowskim, w gminie Boguchwała. Leży w odległości 15 kilometrów na zachód od Rzeszowa.
| SIMC    | Nazwa      | Rodzaj    |
| ------- | ---------- | --------- |
| 0645346 | Góra       | część wsi |
| 0645352 | Kolonia    | część wsi |
| 0645369 | Na Skotni  | część wsi |
| 0645375 | Przymiarki | część wsi |
| 0645381 | Resztówka  | część wsi |

## Historia
Wieś o metryce XIV-wiecznej – żoną Spytka Tarnowskiego, protoplasty rodu Jarosławskich h. Leliwa, była Sandochna ze Zgłobnia. Ich najmłodszy syn, Spytek, zaginął w bitwie pod Warną w 1444; przed wyprawą jeszcze w 1442 upoważnił do rozporządzania swymi bliżej nieokreślonymi dobrami Mikołaja z Piotraszówki . W 1438 miejscowość zapisana jako Sglobyen w aktach sądowych powiatu przeworskiego, w którym znajdowały się główne dobra Jarosławskich. Sam Zgłobień leżał na wschodnich rubieżach powiatu pilzneńskiego, stanowiącego wysuniętą na południe część województwa sandomierskiego. Zawarty w Przeworsku 22 lutego 1458 podział majątkowy między synami Rafała Jarosławskiego przyznał Zgłobień najstarszemu z braci Janowi, wraz z Wolą Zgłobieńską, Niechobrzem, Nockową i Wiśniową. W 1462 Zgłobień występuje jako ośrodek klucza dóbr (bonis ... Sglobyensibus). Dokonane w 1463 rozgraniczenie dóbr między Janem Jarosławskim ze Zgłobnia a Mikołajem Żarnowieckim z Topolówki w ziemi przemyskiej opierało się na potoku Topolowa (dziś Nosówka) i przyległych do niego stawach obu stron (których pozostałością mogą być stawy przy starym dworze w Nosówce). Biegła tamtędy zarazem granica województw sandomierskiego i ruskiego, przejęta z ustalonej w toku walk w XI–XIII w. linii podziału między Polską a Rusią.
W 1474 Zgłobień miał przejść na własność młodszego brata Jana, Spytka (zm. 1519), wówczas wojewody bełskiego (1472–1474) lub ruskiego (1474–1479), który u szczytu kariery został kasztelanem krakowskim (1501–1519) . Także według Liber beneficiorum dioecesis Cracoviensis Długosza z 1476–1480 właścicielem Zgłobnia był Spytek Jarosławski. Po nim klucz trafił do jego córki Anny Jarosławskiej (zm. 1526), która z pierwszego małżeństwa z wojewodą ruskim Janem Odrowążem ze Sprowy (zm. 1513) miała syna Stanisława (1509–1545), a z drugiego małżeństwa z kasztelanem wojnickim Mikołajem Jordanem h. Trąby (zm. 1521) syna Spytka Wawrzyńca (1518–1568). Dobra zgłobieńskie miał przejąć bowiem w 1529 Stanisław Odrowąż, dzieląc je z siostrą stryjeczną Magdaleną, wojewodziną bełską. Odrowąż wychowywał przyrodniego brata Spytka po śmierci matki i zabrał go w 1537 na rokosz lwowski (znany jako wojna kokosza), upominający się o interesy Odrowąża skłóconego z królową Boną. W rezultacie zawartego między braćmi w 1544 podziału Jarosław przypadł Odrowążowi, a Zgłobień Jordanowi.
Spytek Wawrzyniec Jordan odziedziczył do 1547 całość fortuny zgromadzonej przez ojca, wielkorządcę krakowskiego z rodu wójtów myślenickich , i rozbudował ją do rozmiarów latyfundium możnowładczego. Jego żoną była od początku lat 40. Anna z Sieniawskich h. Leliwa, córka hetmana wielkiego koronnego Mikołaja. W 1564 Jordan przekazał Zgłobień w posiadanie (zapewne krótkotrwałe) Andrzejowi Wapowskiemu, bratu zmarłego męża swej trzeciej córki Magdaleny. W tym samym roku zawarł z wojewodą witebskim Stefanem Zbaraskim umowę w sprawie małżeństwa innej córki, Barbary, z synem Zbaraskiego, Piotrem, przewidującą ślub młodej pary w Zgłobniu w 1565. Barbara, podobnie jak Magdalena, wcześnie owdowiała (1572), a jej kolejnym mężem został miecznik krakowski Andrzej Zborowski, brat zabójcy Wapowskiego, Samuela. Po śmierci kasztelana krakowskiego Spytka Wawrzyńca Jordana w 1568 jego dobra na mocy umowy zawartej na sejmie w Parczewie w 1564 dzierżyła dożywotnio wdowa po nim, Anna z Sieniawskich, przy czym w zapisach jako właściciel figurował sam kasztelan. Po śmierci Anny Sieniawskiej Jordanowej w 1597 Zgłobień przypadł jej najstarszej córce, Elżbiecie Ligęzinie, kasztelanowej zawichojskiej, matce właściciela Rzeszowa Mikołaja Spytka Ligęzy. Ponieważ licznie obsadzony kmieciami klucz zgłobieński przynosił mimo zadłużenia tamtejszych wójtostw i sołectw dochody wyższe niż nabyta niegdyś przez Mikołaja Jordana włość melsztyńska, Elżbieta wypłaciła dodatkowo siostrom 8000 złotych. W 1611 spadkobierczynią zmarłej Elżbiety w samym Zgłobniu i Woli Zgłobieńskiej została jej córka Zofia Skotnicka (zm. 1653), kasztelanowa połaniecka; większość włości zgłobieńskiej z Niechobrzem, Zabierzowem, Nockową i Wiśniową przejął jednak na drodze procesów jej brat Mikołaj Spytek Ligęza (zm. 1637).
Na początku XVIII w. majątek zgłobieński należał krótko do Ciecierskich, od których kupił go Teodor Józef Lubomirski (1683–1745), włączając do klucza boguchwalskiego. Po jego śmierci przejął Zgłobień jego bratanek Antoni Lubomirski (1718–1782), właściciel Przeworska, w 1763 zaś Paweł Starzyński. W 1773 włość trafiła do krewnych Starzyńskiego, Straszewskich. Florian Straszewski (1767–1847), właściciel Boguchwały i organizator założenia krakowskich Plant (1822–1830), sprzedał Zgłobień w 1823 przyrodniemu bratu Józefowi (1784–1863).
Od Wincentego Straszewskiego, który na mocy umowy dożywocia mieszkał w dworze do śmierci w 1903, zadłużony majątek przeszedł po 1878 w ręce właścicielki Staromieścia Gabrieli z Mierów Jędrzejowiczowej, która sprzedała go poprzez pośrednika katolickiego w 1898 kupcowi żydowskiemu z Czudca Józefowi Willnerowi. W październiku 1900 Willnerowi został wytoczony przed sądem w Krakowie proces o przedstawianie fałszywych weksli do spłaty nieżyjącym Franciszkowi Jędrzejowiczowi, Józefowi Wiktorowi i Stanisławowi Wysockiemu, z których dwóch pierwszych zmarło w 1899 śmiercią samobójczą w sytuacji zadłużenia po załamaniu się Galicyjskiej Kasy Oszczędności i Galicyjskiego Banku Kredytowego, a trzeci w 1898 na dur brzuszny. Jako poszkodowany występował Adam Jędrzejowicz z Zaczernia, mąż Gabrieli i kuzyn Franciszka, który przejął po zmarłym zadłużony majątek na Pokuciu. Według zeznań Willnera majątek zgłobieński był wówczas warty 250 tys. zł, a jego zadłużenie wynosiło 180 tys. zł.
W 1899 powstał w Zgłobniu urząd pocztowy obejmujący Wolę Zgłobieńską, Niechobrz, Zagóry, Mogielnicę i gminę Błędowa, a najpóźniej od 1908 działalność oświatową w Zgłobniu prowadziło rzeszowskie Towarzystwo Szkoły Ludowej. 20 stycznia 1929 społeczność parafii rzymskokatolickiej w Zgłobniu wystosowała pismo do władz archidiecezji przemyskiej domagając się powołania dotychczasowego wikariusza ks. Stanisława Węgrzynowskiego na proboszcza i grożąc w razie odmowy przystąpieniem do Kościoła Narodowego. List podpisali Andrzej Gubernat z ramienia Komitetu Parafialnego oraz Walenty Nalepa, Wojciech Worowy i nieznany z imienia Noworól jako naczelnicy gmin chrześcijańskich w Zgłobniu, Woli Zgłobieńskiej i Błędowej. Petycja nie odniosła skutku, a Węgrzynowski trafił do Tyczyna.
Po śmierci Józefa Willnera w 1930 właścicielem został jego syn Eugeniusz. Parafia uzyskała wówczas z majątku na drodze sądowej dwie morgi na powiększenie cmentarza. W 1936 rząd przeznaczył do parcelacji 140 ha z majątku spadkobierców Józefa Willnera w Zgłobniu i Woli Zgłobieńskiej.
Po wybuchu II wojny światowej majątek Willnerów został skonfiskowany przez okupacyjne władze niemieckie. Córki Józefa i Reginy Willnerów, Dora, Franciszka Mahler i Gizela (Maria) Moskwa, przetrwały zagładę Żydów. Na prośbę męża Marii, Wiktora Moskwy (przed wojną kierownika szkoły w Niechobrzu), schronienia Dorze udzielili na przełomie października i listopada 1942 zaangażowany w ruch oporu weterynarz z Niebylca Kazimierz Bomba (syn lewicowego działacza ludowego Antoniego) i jego żona Kazimiera, koleżanka szkolna Dory. Bomba trafił następnie w wyniku donosu na rok do obozów w Pustkowie i Płaszowie.
W nocy z 21 na 22 lutego 1945 z rozkazu Łukasza Cieplińskiego, inspektora rejonowego antykomunistycznej organizacji konspiracyjnej NIE, patrole Franciszka Rejmana ps. „Bicz”, Wojciecha Kocana ps. „Mak”, Bronisława Migały ps. „Mauser” i Tadeusza Dziedzica ps. „Grusza” dokonały w Zgłobniu zabójstwa miejscowych działaczy Polskiej Partii Robotniczej, przewodniczących Komisji Reformy Rolnej parcelującej zgłobieński majątek na mocy dekretu Polskiego Komitetu Wyzwolenia Narodowego o reformie rolnej: Jana i Stefanii Kurców, Wojciecha Kawy oraz Wojciecha i Wiktorii Antosów.
W latach 1975–1998 miejscowość administracyjnie należała do województwa rzeszowskiego.

## Zabytki i kultura
W Zgłobniu zachował się renesansowy dwór obronny Spytka Wawrzyńca Jordana i Anny z Sieniawskich z II połowy XVI wieku, datowany na podstawie profilowanych, zwieńczonych fryzem i gzymsem portali kamiennych na dolnym poziomie mieszkalnym. Niegdyś trzykondygnacyjny, utracił piętro na skutek przebudowy. Założenie jest dwuosiowe w typie kamienicy na planie prostokąta o pierwotnych wymiarach 12×13,3 m, wykonane z cegły i piaskowca. Oprócz kamiennych portali i sklepionych cegłą piwnic w kształcie oryginalnym zachowały się dwa okna osi północnej w fasadzie zachodniej z kratami przewlekanymi. O jego obronnym charakterze świadczy lokalizacja na skraju wzniesienia nad drogą do Rzeszowa. Budynek został na początku XIX w. przekształcony na spichlerz i poddany znacznej modyfikacji – z tego okresu pochodzi dobudówka od północy. Od zakończenia prac konserwatorskich i rewitalizacyjnych z lat 2010–2021 dwór mieści Regionalną Składnicę Zabytków Archeologicznych Muzeum Okręgowego w Rzeszowie.
W południowo-wschodniej części zespołu dworskiego znajduje się również klasycystyczny dworek szlachecki z przełomu XVIII i XIX wieku, zwrócony frontem do renesansowego dworu, wzniesiony z cegły i kamienia na planie prostokąta z niesymetrycznym ryzalitem. Mieszkali w nim właściciele majątku do wyrzucenia Willnerów przez okupantów niemieckich w 1939. W 1976 został przekształcony w szkołę podstawową (według innych informacji mieścił szkołę od upaństwowienia po wojnie do połowy lat 60.), następnie w składnicę książek i ośrodek adaptacyjny dla dzieci niepełnosprawnych, od 1996 połączony ze szkołą.
W 1975 rozebrany został dwutraktowy murowany dworek z czterokolumnowym gankiem, w którym pod koniec XVIII wieku mieszkali Straszewscy.
Parafia św. Andrzeja Apostoła w Zgłobniu należy obecnie do dekanatu Boguchwała w diecezji rzeszowskiej. Na podstawie akt wizytacji można datować jej założenie między 1358 a 1513, ale zachowany dzwon gotycki z napisami minuskułowymi pochodzi z 1442, a istnienie drewnianego kościoła parafialnego św. Andrzeja odnotowane jest w trzeciej części Liber beneficiorum dioecesis Cracoviensis Długosza z lat 1476–1480. Bolesław Kumor przypuszcza, że była fundacją rycerską z drugiej połowy XIV w. Według zapisu wizytacji z 1721 drugi kościół drewniany pochodził z 1463. Parafia należała pierwotnie do dekanatu pilzneńskiego (tzw. leśnego, do poł. XV w. znanego jako dębicki), a od 1595 do dekanatu ropczyckiego w diecezji krakowskiej. W 1678 sufragan krakowski Mikołaj Oborski miał konsekrować kolejną świątynię drewnianą, ale wydaje się stać z tym w sprzeczności informacja z 1721, że ówczesny kościół drewniany był „starodawny”. Murowany jednonawowy kościół z drewnianą dzwonnicą, pokryty wewnątrz polichromią powstał w stylu barokowym z fundacji Teodora Lubomirskiego w 1741, choć w 1763 nie był jeszcze poświęcony. Miejsce dawnych kościołów na Pasterniku, bliżej koryta Lubczy, znaczy kapliczka z lat 60. XX w. W drugiej połowie XIX w. nastąpiła renowacja sklepienia, wymiana gontów i otynkowanie dzwonnicy, ok. 1899–1900 budowa plebanii, a w latach 1909–1929 dodane zostały nawy boczne i nowa wieża. Obok kościoła rośnie pomnikowa lipa.
Do proboszczów zgłobieńskich należeli Michał Trybus (1892–1910), Mikołaj Dzierżyński (1910–1919) i Wincenty Boczar (1929–1938), który założył w 1932 struktury Akcji Katolickiej na terenie parafii i powiększył Trzeci Zakon do 75 członków.
Zgłobień jest miejscowością rodzinną muzyka Tadeusza Nalepy.